# Aulacoserica pusilla
Aulacoserica pusilla är en skalbaggsart som beskrevs av Frey 1968. Aulacoserica pusilla ingår i släktet Aulacoserica och familjen Melolonthidae. Inga underarter finns listade.